# 봄 봄 (영화)
《봄 봄》은 한국에서 제작된 김수용 감독의 1969년 영화이다. 신영균 등이 주연으로 출연하였고 김태수 등이 제작에 참여하였다.

## 캐스팅
- 신영균
- 남정임
- 허장강

## 기타
- 원작자: 김유정
- 조명: 차정남
- 미술: 이문현